# 仙台市立仙台商業高等学校
仙台市立仙台商業高等学校（せんだいしりつ せんだいしょうぎょうこうとうがっこう）とは、宮城県仙台市泉区七北田字古内にある市立商業高等学校。通称は「仙商」（せんしょう）。

## 概要
「仙商（せんしょう）」または「仙台商業（せんだいしょうぎょう）」と略される。
2009年（平成21年）4月1日に、男子校の「仙台商業高等学校」および女子校の「仙台女子商業高等学校」が統合され、男女共学の「仙台市立仙台商業高等学校」が開校した。
新設校の「仙台市立仙台商業高等学校」は、従前の「仙台商業高等学校」の名称に「仙台市立」を付加した。

## 沿革

### 年表
以下は、「仙台商業高等学校」の視点に立った沿革。「仙台女子商業高等学校」の視点に立った沿革は当該ページ参照。
- 1896年（明治29年）7月1日 - 遠藤庸治初代仙台市長が市会にはかり、商業教育学校設立の認可をうける[3]。
  - 9月1日 - 東北初の近代商業教育学校として、仙台市立町小学校の校舎内に間借りして創立。校名は「仙台市簡易商業学校」。なお、当時の立町小学校は、現在の西公園内に所在した（北緯38度15分36.56秒 東経140度51分45.02秒 / 北緯38.2601556度 東経140.8625056度）。
  - 12月26日 - 市内片平丁に校舎を新築移転（北緯38度15分21.8秒 東経140度52分8.4秒 / 北緯38.256056度 東経140.869000度）。
- 1899年（明治32年） - 校名を「仙台市商業学校」と改称
- 1900年（明治33年） - 校名を「市立仙台商業学校」と改称
- 1906年（明治39年） - 市内上杉山通に校舎を新築移転（北緯38度16分20.07秒 東経140度52分25.15秒 / 北緯38.2722417度 東経140.8736528度）
- 1919年（大正8年） - 校名を「仙台商業学校」と改称
- 1930年（昭和5年） - 財団法人宮城県社会事業協会が当校内に「仙台高等実務学校」を設置（後に当校の校舎から移転し、仙台法経専門学校となる）[4]。
- 1934年（昭和9年） - 文部省学制改革による学則の改正を行ない、公民科商工経営科を加設
- 1945年（昭和20年）7月10日 - 仙台空襲により校舎を全焼。北三番丁を挟んで南側に隣接する上杉山通小学校の一部で授業を継続
- 1948年（昭和23年） - 学制改革により仙台女子商業学絞を合併し、「仙台商業高等学校」と改称。市内長町鹿野屋敷（現・太白区鹿野1丁目）[5]に校舎を新築移転（北緯38度13分54.9秒 東経140度52分34.9秒 / 北緯38.231917度 東経140.876361度）。しかし女子部は従来の通り仙台市五橋中学校の一部に置かれる
- 1957年（昭和32年） - 女子部が独立し、仙台女子商業高等学校となる
- 1964年（昭和39年） - 市内川内に校舎を新築移転（北緯38度15分40.74秒 東経140度51分24.27秒 / 北緯38.2613167度 東経140.8567417度）
- 1973年（昭和48年） - 生徒服装の自由化実施
- 1985年（昭和60年） - 生徒服装の制服化実施
- 1987年（昭和62年） - 推薦入学制実施（生徒定員の20％で63名）
- 1994年（平成6年） - 学科改編（国際経済科1学級、情報管理科1学級、商業科5学級）
- 1996年（平成8年） - 創立100周年
- 1999年（平成11年） - 市内泉区七北田に校舎を新築移転（北緯38度19分26.64秒 東経140度52分17.11秒 / 北緯38.3240667度 東経140.8714194度）
- 2006年（平成18年） - 創立110周年
- 2007年（平成19年） - 2007年度募集から国際経済科及び情報管理科の募集を停止
- 2009年（平成21年） - 仙台女子商業高等学校と統合し、「仙台市立仙台商業高等学校」を新設。同時に校訓・校章・校歌を制定
- 2019年（令和元年） -共学10周年

### 男女共学
2008年（平成20年）1月、仙台市教育委員会は男女共学後の新校名を「仙台市立仙台商業高等学校」とする事を決定。その理由として「市内唯一の商業高を端的に表す名称」と説明。「仙台市立」を復活させ、現校名を維持する形になった。合わせて市教育委員会は市内の市立高等学校全てに「仙台市立」を冠することとなった。校章は、当時の在校生がデザイン。旧仙台商業と旧仙台女子商業の校章を組み合わせた形である。

### 校地
「仙台商業高等学校」は、1999年（平成11年）まで仙台二高に南接する青葉区川内地区（仙台市都心部の西側、広瀬川右岸）にあった。校舎およびグラウンドの跡地のうち、北側部分は仙台二高のテニスコート等に転用された。跡地の南側部分は当初東北大学総合学術博物館が建設される予定であったが諸事情により中止となり、現在はせんだい青葉山交流広場という駐車場兼広場として運用されている。宮城県スポーツセンターの西側にあったプールの跡地は埋め立てられて仙台市博物館の臨時駐車場となり、宮城県美術館の西隣のグラウンドはテニスコートになった。
移転先の現校地は泉中央から西側の地区にある。当地は仙台市地下鉄南北線が泉中央駅まで延伸開業した1992年（平成4年）に浮上した構想である「仙台市立大学」のキャンパス用地であり、同大が設立された際には同校が付属高として当地に移転する予定だった。1996年（平成8年）2月、市立大設立構想は断念されたものの、同校の移転先として利用された。

## 設置学科
- 商業科

## 日商簿記甲子園
- 2024年度、第1回全国高等学校日商簿記選手権大会（日商簿記甲子園）開催（日本商工会議所日商簿記検定施行70周年記念事業）の参加校である。

## 卒業後の進路
卒業後の進路は以前は就職が多く、県内外有力企業からの求人が多かった。現在は約半数の生徒が国公立大学や関東圏の大学・地元の東北学院大学、東北工業大学、専門学校などに進学する。少数の就職希望者は防衛省、警視庁、宮城県警察、市区町村役場などの公務員になるものや、県内外有力企業に就職する。

## 施設
- 校舎内特別教室

情報処理室、マーケティング室、総合実践室、語学演習室、美術室、音楽室、多目的大ホール兼大視聴覚室、聴覚室、図書室、調理室、被服室、化学室、物理室、簿記室、プログラミング室、課題研究室、生徒会室、講義室
（PC設置台数は374台で光ファイバー導入済である。）
- 体育関係施設

陸上競技場（400メートルトラック）、サッカー場、ソフトテニスコート2面、テニスコート2面、軟式野球場、ソフトボール場、硬式野球場（両翼97メートル、センター120メートル）、ハンドボールコート、25メートルプール、第1体育館、第2体育館、武道場（柔道場兼剣道場、シャワー室）、研修会館（合宿所）、クラブハウス、トレーニングルーム
（屋外関係施設にはナイター設備（照明灯33基）が設置されている。
- その他

食堂、売店、保健室、自転車駐輪場、第1駐車場、第2駐車場、生徒指導室、進路指導室、大会議室、職員室、校長室、事務室、同窓会資料室、応接室、休憩室、ゴミ集積所
硬式野球場は改装以前の宮城球場よりも観客席を除けば面積も広く、2001年（平成13年）秋には新世紀・みやぎ国体の全国障害者スポーツ大会会場として利用されたこともある。

## 部活動
硬式野球部は夏の甲子園に3度出場、3回戦（準々決勝）まで勝ち上がった経験もある。
フェンシング部は第22回全国高等学校総合体育大会において創部4年目で団体優勝を果たした。
2005年（平成17年）は自転車競技部、バドミントン部がインターハイに出場。その他の運動部も東北大会に出場するなど実績をあげている。
またハンドボール部は2006年（平成18年）、2007年（平成19年）と2年連続でインターハイ出場という快挙を成し遂げた。
2010年（平成22年）3月と4月に、近隣に所在するユアテックスタジアム仙台のピッチ除雪作業を運動部員有志が手伝ったことを称えられ、同年10月の「2010ベガルタ仙台ファン感謝の集い」にて「2010ユアテック感動サポート賞」が贈られた。
- 運動部

硬式野球、軟式野球、ハンドボール、ソフトボール、バスケットボール、ソフトテニス、陸上競技、バレーボール、柔道、剣道、バドミントン、サッカー、自転車競技、テニス、水泳、卓球、空手
文化部は簿記研究部が、2006年（平成18年）は全国高等学校IT・簿記大会において簿記部門団体第3位、個人優勝し文部科学大臣杯、文部科学大臣賞、日本商工会議所会頭杯、日本商工会議所会頭賞を受賞している。また簿記研究部員は難関と言われる簿記検定1級を卒業までに取得することが多く、税理士を目指す学生も多い。
2007年（平成19年）にはコンピュータ部が全国高等学校情報処理競技大会で、初出場ながら団体3位に入賞した。
2015年（平成27年）園芸部が一般社団法人全日本菊花連盟全国大会に参加および出品。学校としての参加は史上初であり一般部門に出品し入賞。
- 文化部

簿記研究、珠算、情報技術、ダンス、吹奏楽、ワープロ、美術、商業情報、園芸、放送、写真、演劇、茶道、華道、書道、軽音楽

## 取得できる資格
- 経済産業省主催
  - 情報処理技術者試験
    - 基本情報技術者
    - ITパスポート
- 日本商工会議所主催
  - 簿記検定
  - 販売士検定
  - パソコン検定
- 全国経理教育協会主催

ビジネス文書
- - 簿記能力検定
- 全国商業高等学校協会主催
  - 簿記検定
  - 情報処理検定
  - ワープロ検定
  - 英語検定
  - 電卓検定
  - 商業経済検定

## 主な著名人
- 石川善助（詩人、市立仙台商業学校卒業）
- 千田正（参議院議員、岩手県知事）※胆沢郡立胆沢農業学校、仙台二中より編入
- 山下則夫（俳優）
- 佐藤仁 （南三陸町町長）
- 伊達みきお（サンドウィッチマン）
- 富澤たけし（サンドウィッチマン）
- 八重樫幸雄（元ヤクルトスワローズ捕手）
- 荻原満（元読売ジャイアンツ投手）
- 加藤高康（元千葉ロッテマリーンズ投手）
- 阿部道（元競輪選手）
- 荒川玄太（元競輪選手）
- 菅田彰人（競輪選手）
- 菅田壱道（競輪選手）
- 早坂秀悟（競輪選手）
- 奥野浩昭（元バレーボール日本男子代表選手）
- 相澤寿（バレーボール日本代表）
- 葛西杏奈（女子ラグビー選手）
- 小島雅也（プロサッカー選手）
- 堀田大暉（プロサッカー選手）
- 芦部晃生（プロサッカー選手）
- 栁俊太郎（俳優）
- 加納嘉将（BALLISTIK BOYZ from EXILE TRIBE）
- 森俊博（空手家）
- 早坂心之介（バレーボール選手 ウルフドッグス名古屋）

## 交通
- 仙台市地下鉄南北線・仙台市営バス泉中央駅下車、徒歩15分
- 仙台市営バス泉総合運動場・社会福祉センター前下車、徒歩5分